# Cala Carbó (Ciutadella)
La Cala en Carbó és una cala del Nord del municipi de Ciutadella, a Menorca.
Aquest entrant de mar aïllat i verge es caracteritza per tenir forma d'U, unes dimensions mitjanes, una vegetació escassa als seus voltants (està envoltada pels empits de color obscur dels turons de la Bassa Verda), un talús de còdols, una exposició als vents del nord, sud-oest, nord-oest, brisa lleugera, una mar tranquil·la, així com un pendent normal.
Les condicions marines i subaquàtiques desaconsellen el fondeig d'embarcacions enfront de la seva vorera.